# Камі (Хьоґо)

35°37′56″ пн. ш. 134°37′45″ сх. д. / 35.63222° пн. ш. 134.62917° сх. д.
Камі (яп. 香美町) — містечко в Японії, в повіті Міката префектури Хьоґо.